# Alonzo Church
Alonzo Church (Washington D.C., 14 juni 1903 - Hudson (Ohio), 11 augustus 1995) was een Amerikaans wiskundige en logicus. Tot zijn verdiensten behoort een aantal van de meest fundamentele onderdelen van de theoretische informatica.

## Biografie
Church studeerde wiskunde aan de Princeton University, waar hij in 1924 zijn bachelor behaalde. Hij studeerde door aan dezelfde universiteit en promoveerde in 1927, onder begeleiding van Oswald Veblen. In 1929 werd hij te Princeton aangesteld als universitair docent.
Church bleef in Princeton (tot en met hoogleraarschap) tot 1967, toen hij naar Californië verhuisde.

## Wetenschappelijk werk
Church geniet zijn voornaamste bekendheid door de door hem ontwikkelde lambdacalculus. Hij introduceerde deze calculus in zijn beroemde paper uit 1936, waarin hij het bestaan van een onbeslisbaar probleem aantoonde. Met dit resultaat was hij net Alan Turing en diens beroemde werk aangaande het stopprobleem voor, waarin Turing op meer mechanische wijze hetzelfde aantoonde. Na hun wederzijdse bevindingen toonden Turing en Church aan dat hun mechanismes gelijkwaardig waren qua uitdrukkingskracht, gevolgd door dergelijke bewijzen van gelijkwaardigheid voor een aantal andere modellen van berekening die destijds de ronde deden. Het resultaat van deze inspanningen was de Church-Turing-hypothese. Omdat er onenigheid bestaat over wie nou precies als eerste op het idee kwam, wordt deze stelling her en der ook Stelling van Church of Stelling van Turing genoemd.
Church was ook de geestelijke grootvader van zeer substantiële ontwikkelingen in de theoretische informatica en wiskunde; tot zijn promovendi behoorden onder meer Stephen Kleene, J. Barkley Rosser, Leon Henkin, John George Kemeny, Michael Rabin, Dana Scott, Simon B. Kochen en Raymond Smullyan.
De praktische invloed van Church' lambdacalculus is direct voelbaar in het ontwerp van veruit de meeste, functionele programmeertalen en in het bijzonder in de LISP-taal.
- Association for Computing Machinery: 81309513577
- Bibsys: 90724263
- Bibliothèque nationale de France: cb14575590d (data)
- CiNii: DA02597673
- DBLP: 96/6427
- Gemeinsame Normdatei: 119430223
- International Standard Name Identifier: 0000 0001 1003 8502
- Library of Congress Control Number: n83152979
- Mathematics Genealogy Project: 8011
- Nationale Bibliotheek van Tsjechië: mzk2006354081
- Nationale bibliotheek van Australië: 50043018
- Nationale Bibliotheek van Israël: 987007578709005171
- Nationale Bibliotheek van Polen: a0000003111922
- Nationale en Universitaire bibliotheek Zagreb: 000280583
- Nederlandse Thesaurus van Auteursnamen: 067508219
- Réseau des bibliothèques de Suisse occidentale: 02-A003106319
- Istituto Centrale per il Catalogo Unico: SBLV113390
- LIBRIS: 301551
- SNAC: w6320nsm
- Système universitaire de documentation: 060369604
- Trove: 1522538
- Virtual International Authority File: 109830754
- WorldCat: E39PBJp9w8QBH9vKtM4BxyYMfq